# 2NE1 (EP de 2011)
Ne doit pas être confondu avec 2NE1 (EP de 2009).
Albums de 2NE1
To Anyone
(2010) Crush
(2014)
Singles
1. Don't Cry
Sortie : 21 avril 2011
2. Lonely
Sortie : 12 mai 2011
3. I Am the Best
Sortie : 24 juin 2011
4. Hate You
Sortie : 21 juillet 2011
5. Ugly
Sortie : 27 juillet 2011

2NE1 ou 2NE1 2nd Mini Album est le second EP du groupe de musique féminin sud-coréen, 2NE1.
L'album a été officiellement mis en vente à partir du 28 juillet 2011, par YG Entertainment. Le groupe a travaillé avec Teddy Park, Kush et Lydia Paek pour produire l'album. Musicalement, l'album est qualifié de hip-hop, synthpop, RnB et dance.
Il est également sorti au Japon sous le nom Nolza.

## Liste des titres
| No | Titre                                   | Auteur | Producteur(s) | Durée |
| -- | --------------------------------------- | ------ | ------------- | ----- |
| 1. | I Am the Best                           | Teddy  | Teddy         | 3:30  |
| 2. | Ugly                                    | Teddy  | Teddy         | 4:08  |
| 3. | Lonely                                  | Teddy  | Teddy         | 3:29  |
| 4. | Hate You                                | Teddy  | Teddy         | 3:33  |
| 5. | Don't Cry (Bom solo)                    | Teddy  | Teddy         | 3:12  |
| 6. | Don't Stop The Music (Nouvelle version) | Teddy  | Teddy         | 3:49  |

## Réception
Ce second EP des 2NE1 a reçu de très bonnes critiques. Ce mini-album contient les titres Lonely, I Am The Best et Ugly, gros succès du groupe qui ont permis aux filles de littéralement s'imposer en termes de vente cette année-là.
L' EP s'est placé à la 1re place du Gaon Weekly Albums Chart et Gaon Monthly Album Chart en Corée du Sud. Il s'est également classé à la 4e place du Billboard World Albums Chart aux États-Unis. Les critiques soulignent une évolution du groupe ainsi que leur puissance vocale sur les ballades Lonely et Ugly.

## Classement et ventes
- Ventes digitales :

| Chanson              | Ventes     |
| -------------------- | ---------- |
| I Am the Best        | 3 652 000  |
| Ugly                 | 3 330 000  |
| Lonely               | 3 040 000  |
| Hate You             | 2 577 000  |
| Don't Cry (Bom solo) | 2 513 000  |
| Don't Stop The Music | 619 000    |
| Total                | 15 731 000 |

- Ventes physiques :

| Classement                                | Meilleure position | Copies vendues |
| ----------------------------------------- | ------------------ | -------------- |
| Corée du Sud (Gaon Chart)                 | 1                  | 114 406        |
| Japon Version coréenne (Oricon)           | 26                 | 15 600         |
| Japon Version japonaise (Oricon)          | 1                  | 49 600         |
| Taïwan (G-Music Combo Chart)              | 12                 | —              |
| États-Unis (Billboard World Albums Chart) | 4                  | —              |